# 千疋幹排
千疋幹排（せんびきかんはい）は、埼玉県越谷市および草加市を流れる河川である。

## 概要
千疋幹排という名称は越谷市東町付近の旧地名である「千疋（せんびき）」に由来している。また、千疋幹線排水（せんびきかんせんはいすい）とも称されている。
流域周辺は、起点付近では越谷レイクタウンとして開発が進行し、越谷レイクタウン駅南口付近の流路は埋め立てられた。中流域では越谷市の越谷レイクタウン（北側）と草加市の水田などの農地（南側）との境界を成しながら流下する。その後、集落や宅地の中を抜け、再び流域周辺が農地となり、やがて利根川水系中川へと至り終点となる。流路の詳細に関しては下記の流路節を参照されたい。

## 流路
- 越谷市東町7丁目（西側）と東町6丁目（東側）の境界を南南東へと流下する。途中、西方より流下してくる上谷排水が流入する。
- 草加市との市境に至る地点にてそれまでの南南東方面より東方へと流路を変え、越谷市東町6丁目・東町5丁目（北側）と草加市柿木町（南側）の境界を成しながら多少蛇行しつつ流下する。
- 「東町くぬぎ通り」を東側へと横断する付近より再び両岸とも越谷市となり、東町1丁目の南部を東へと流下する。その後、北より流下してくる中川へと至り、合流・終点となる。
- 終点：中川

## 橋梁
- （市道：富士見通り）
- （国道4号東埼玉道路）
- （埼玉県道102号平方東京線）
- （市道：東町くぬぎ通り）

## 周辺の施設
- 大相模調節池
- 越谷レイクタウン
- 越谷レイクタウン駅
- 埼玉県立越谷南高等学校
- 大相模調節池排水機場・千疋排水樋管